# Antigua Mina en Wałbrzych

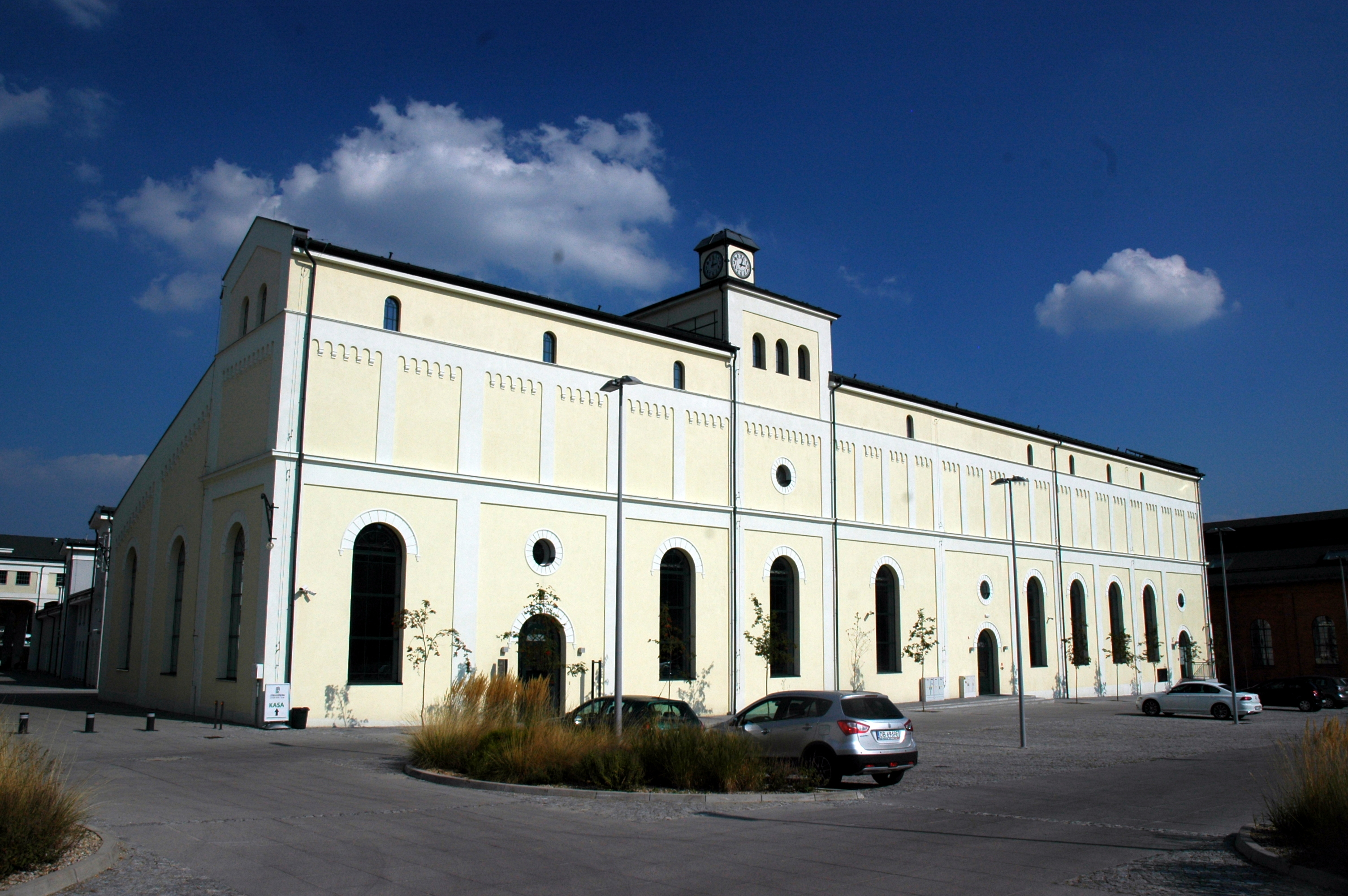
Antigua Mina en Wałbrzych

La Antigua Mina – el Centro de Ciencia y Arte es un museo situado en el área de la histórica Mina de Carbón Julia. Se inauguró el 9 de noviembre de 2014 tras una profunda extensión del Museo de la Industria y la Tecnología ubicado allí desde 1999. La Antigua Mina - Centro de Ciencia y Arte fue incluida en 2015 en la lista de la Ruta Europea del Patrimonio Industrial – (inglés: European Route of Industrial Heritage, ERIH).

## Instalaciones de la Antigua Mina - Centro de Ciencia y Arte
El "Centro" está formado por:
- Museo de Industria y Tecnología.

La mayoría de los edificios pertenecientes a la antigua mina están abiertos a los visitantes, incluyendo la lampistería, el edificio de la máquina de extracción, la parte superior del pozo Julia, los talleres mecánicos, la plaza de la mina (donde hay, entre otros, locomotoras y vehículos de transporte). En el futuro, está previsto abrir un fragmento del llamado Lisia sztolnia (español: Galería del Zorro) del siglo XVIII, situado a 30 metros de profundidad. El museo se visita sólo con un guía y es accesible para los visitantes con discapacidad.
- Centro de Cerámica Singular adaptado de edificios postindustriales,
- Galería de Arte Contemporáneo,
- sede del Centro Cultural de Wałbrzych,
- sede del Conjunto de Canto y Danza Wałbrzych,
- sedes de organizaciones no gubernamentales e instituciones culturales municipales en el territorio de la antigua mina de carbón Julia de Wałbrzych.

## Resumen de la historia de la mina

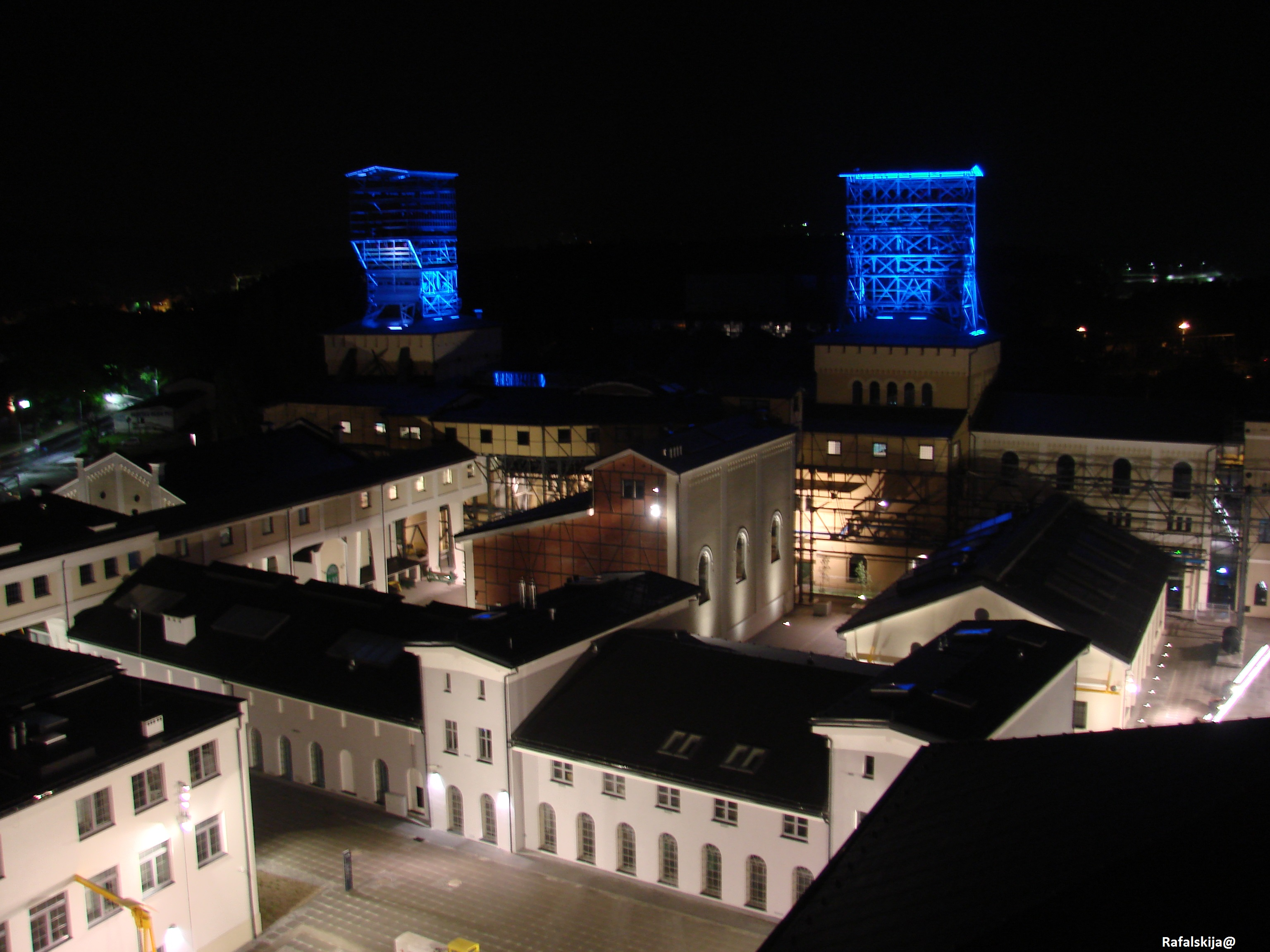
Antigua Mina en Wałbrzych - Centro de Ciencia y Arte tras su renovación y adaptación

En 1770 en la Oficina Superior de Minas de Złoty Stok se registró una mina de carbón con el nombre de Fuchs, que se formó mediante la fusión de numerosas minas pequeñas que existían en la zona de Biały Kamień desde el siglo XVI. Tras el registro de la empresa minera, la explotación de los yacimientos de carbón se llevó a cabo mediante explotación subterránea con pozos. En 1867 se decidió perforar el pozo Julius (el actual Julia), que finalmente alcanzó la profundidad de 611 m. Dos años más tarde, se construyó el segundo pozo de la mina: Ida (el actual Sobótka) a una distancia de 55 metros del primer pozo. Su profundización continuó hasta el año 1946, cuando alcanzó la profundidad final de 443 metros e hizo accesibles 5 niveles de explotación (10 filones de carbón). La máquina de extracción era un ascensor de dos pisos (la llamada jaula), que contenía dos carros por planta. La capacidad de elevación durante la extracción del material excavado alcanzó las 3 toneladas. En 1999 se rellenó el pozo con piedra a lo largo de unos 400 metros (se dejó un tramo de 50 metros desde la superficie para poder bajar las escaleras hasta Lisia sztolnia). En 1907 la zona minera se amplió con la incorporación de la mina David, que extraía carbón del vecino distrito de Konradów, y en 1931 de la mina Segen Gottes (antiguo distrito de Zdrój). Tras el final de la Segunda Guerra Mundial, la mina Fuchs pasó a ser dirigida por junta polaca y su nombre fue cambiado a Julia. Durante un corto periodo de tiempo, de 1946 a 1949, se llamó Biały Kamień (español: Piedra Blanca), y después entre el año 1950 y 1993 – Thorez (en honor al comunista francés Maurice Thorez). En 1993 se volvió al nombre Julia.

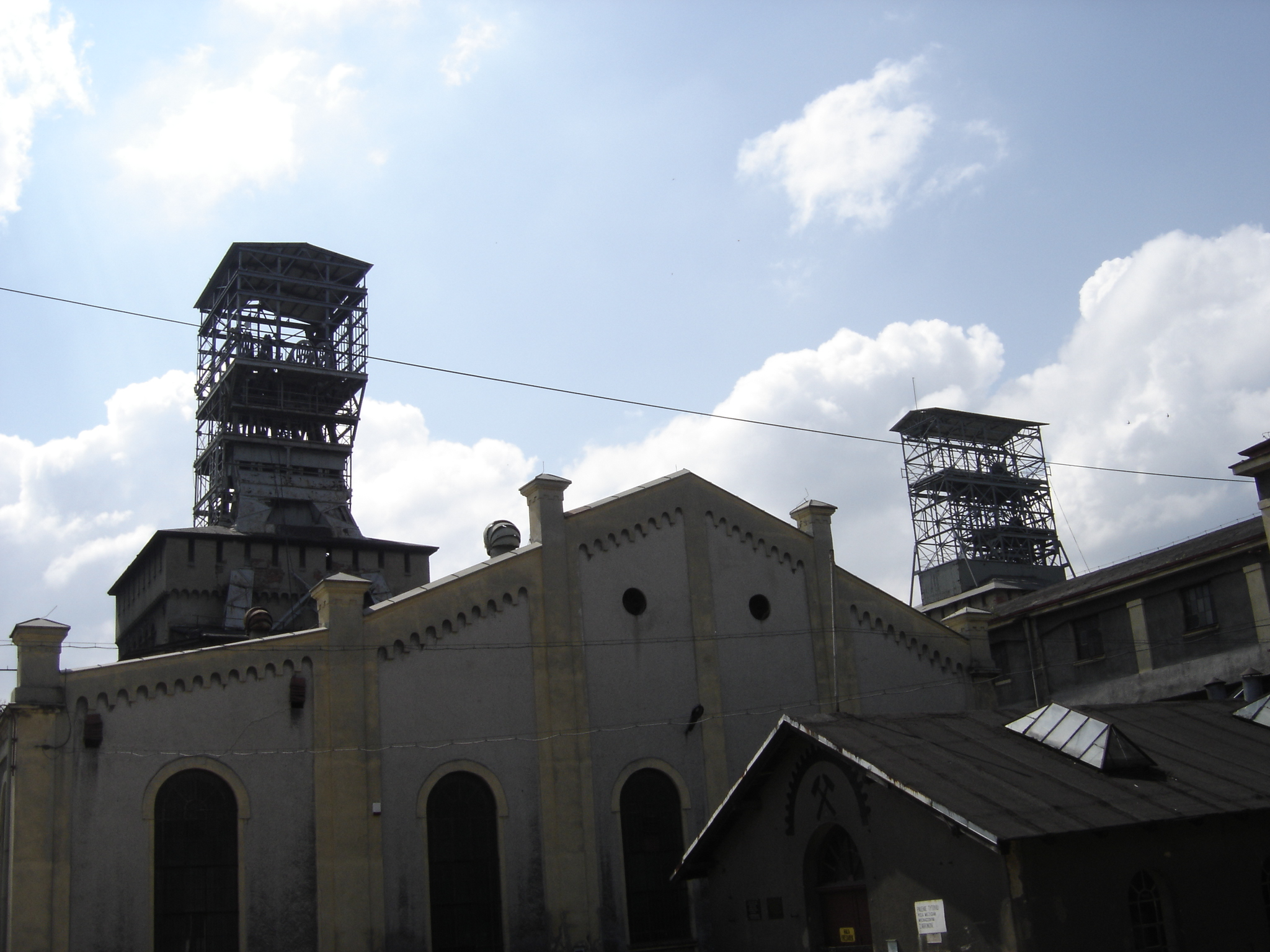
Torres de extracción de los pozos: Julia (a la izquierda) y Sobótka (a la derecha)

La mina explotaba yacimientos de carbón de los filones de Wałbrzych, con una extracción anual de entre 650.000 y 800.000 toneladas. La mina se puso en liquidación en 1990 debido a su falta de rentabilidad. El último camión con carbón salió a la superficie el 20 de septiembre de 1996 y el desmantelamiento de los trabajos subterráneos se finalizó el 17 de septiembre de 1998.

### Creación del museo
El 26 de agosto de 1999, el Consejo Municipal de Wałbrzych aprobó una resolución para crear una sede del museo de Wałbrzych (modificando el estatuto). El 31 de diciembre de ese mismo año, la Junta de la Ciudad de Wałbrzych cedió gratuitamente al Museo el terreno de Zakład Górniczy Julia (español: Empresa Minera Julia) en la calle Wysockiego para establecer una sede del Museo de la Industria y la Tecnología. El 6 de abril de 2001 el Voivoda de la Baja Silesia entregó gratuitamente al municipio de Wałbrzych la propiedad de la mina de carbón Julia (terreno y edificios con equipamiento) para gestionar el Museo de Industria y Tecnología.
El 17 de septiembre de 2004 Wojewódzki Urząd Ochrony Zabytków we Wrocławiu (español: la Oficina de Protección de Monumentos del Voivodato de Wrocław) inscribió el conjunto de 14 edificios de la mina en el registro de monumentos del Voivodato de Baja Silesia.

## Objetos históricos
Las torres de ladrillo de los pozos Julius (ahora Julia) e Ida (Sobótka) han sobrevivido hasta hoy. Fueron construidas en estilo clásico-renacentista. Desde la década de los años 1850, este tipo de torres se utilizaba habitualmente en las minas subterráneas debido a su sólida estructura, que podía soportar el peso de las máquinas de extracción colocadas en ellas y del material excavado. Después de la Guerra de Crimea este tipo de torres se denominó Malakoff-Turm (del fuerte Malakov, también llamado Malakhov, en Sebastopol). A finales del siglo XIX, de acuerdo con las tendencias de entonces, se incorporaron torres de acero (Julius en 1893, Ida en 1903).
Durante la profundización de ambos pozos se construyó entre ellos una sala de calderas número 1 en forma de torre con torrecillas alrededor. Este edificio de tres plantas, de 15 metros de altura, se construyó sobre fundamentos de ladrillo. En 1885 se eliminó la sala de calderas y se adaptó el interior del edificio como casa de baños y lavandería. En la tercera planta había una plataforma para la circulación de los carros del eje. En 1915 se construyó una nueva casa de baños para los mineros en las proximidades y las salas ubicadas al lado de los pozos se utilizaron como casa de baños para las mujeres que trabajaban en la planta de selección de carbón, así como para la lavandería y los almacenes de los pozos.
Además de estos edificios, en la zona de la mina anterior también hay talleres mecánicos de 1872, equipos conservados y máquinas de extracción del pozo Sobótka de 1912 junto con su utillaje, al igual que las siguientes partes incluidas en la planta de procesamiento mecánico de carbón: planta de selección de carbón de 1888, płuczka (polaco: planta de procesamiento de carbón extraído mediante agua) y flotación de carbón de los años 1902-1914.

## Exposición
Ruta de la excursión:

### Mina históricaJulia
- Casa de baños
- Sala de lámparas con una sala de control y una maqueta de Lisia sztolnia
- Máquinas de extracción del pozo Julia de 1911
- Máquinas del taller mecánico,
- Máquinas y dispositivos de gran tamaño del transporte minero,
- Torre de observación construida en lugar de la antigua torre de refrigeración,
- La ruta subterránea – galería de formación y túnel de extracción de piedra - con maquinaria y equipos de minería para extraer y cargar carbón.

## Lisia Sztolnia

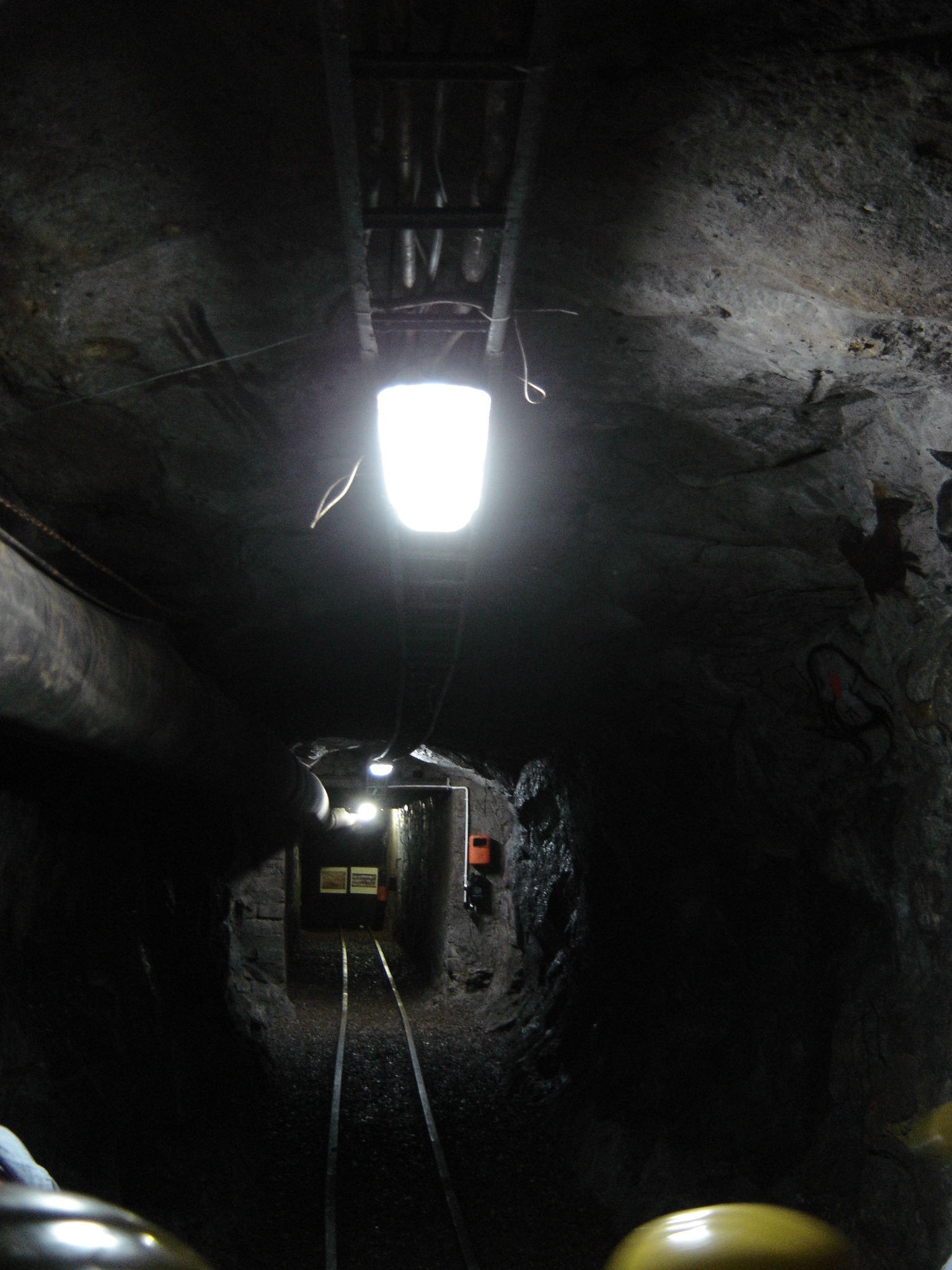
Lisia Sztolnia (2008 r.)

Uno de los elementos más interesantes del Museo es la galería llamada Lisia. Su singularidad consiste en que antes era llenada de agua hasta la altura de un metro y por su interior se transportaba el carbón en barco. Fue la primera galería subterránea del continente europeo adaptada para este tipo de transporte de carbón, lo que supuso un gran logro técnico en el siglo XVIII.
La Galería del Zorro (situada en Lisie Wzgórze [español: Colina del Zorro], de ahí proviene su nombre) se comenzó a perforar en el año 1791 a una altitud de más de 410 m sobre el nivel del mar. Cuando la galería alcanzó una longitud de 655 m, se detuvó su construcción durante algún tiempo y se inició la excavación de los filones de carbón. En septiembre de 1794, el agua de la galería se embalsó hasta la altura de 1 m mediante la creación de una presa. Friedrich Wilhelm von Reden (entonces director de la Oficina Superior de Minas de Wrocław) fue el iniciador de la construcción de galerías y, sobre todo, de la introducción del transporte de carbón por barco. Conoció este método de excavación en el macizo del Harz, dónde en 1777 su tío Claus Friedrich von Reden inició la construcción de una galería similar en las minas de minerales cercanas. La apertura oficial de la galería tuvo lugar el 18 de septiembre de 1794. Este hecho se conmemoró con una placa de piedra con una inscripción conmemorativa tallada en ella. El propio Reden entró en la galería en el primer barco, mientras que el primer bote que salió del pozo ya estaba cargado de carbón.

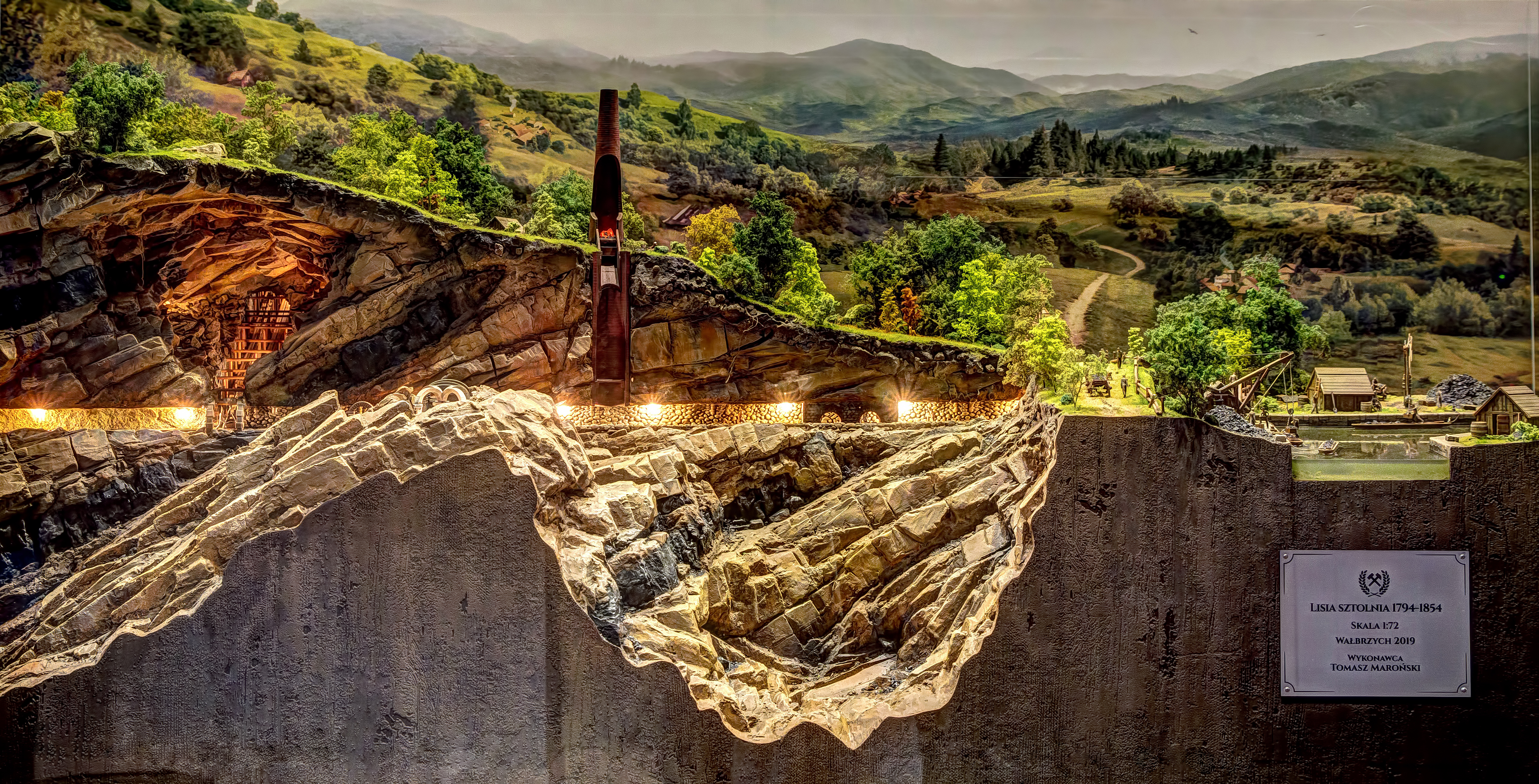
Maqueta de Lisia Sztolnia. Tomasz Maroński. (2019 r.).

La galería fue perforada hasta el año 1821. Atravesó los estratos de rocas sedimentarias (conglomerados, areniscas y shale), proporcionando a los mineros el acceso a 12 filones de carbón de 0,9 a 2,9 m de espesor. Dependiendo de la situación minera y geológica, en la galería se colocaba revestimiento de piedra (46%), de madera (17%), mientras que no se utilizaba ningún revestimiento en lugares con rocas duras en el techo y en las paredes laterales. Durante la excavación del túnel se construyeron pozos (tragaluces) cada 100-200 m hasta la superficie para mejorar la ventilación (actualmente tapiados y cubiertos). La longitud total del túnel era de 1593 m, su anchura alcanzaba 2,7 m y su altura 2,9 m. A cada 300 m, la excavación se amplió a 3,8 m para permitir el paso de los barcos que circulaban en direcciones opuestas. En el último período (1854) el túnel de navegación (para el tráfico de barcos) tenía 2100 m de longitud y un ciclo de barco duraba unas 3 horas. La producción diaria del túnel con este tipo de extracción era de aproximadamente 100 toneladas. Para la descarga eficaz del carbón, que se realizaba en gran parte a mano, se construyó una dársena portuaria de unos 650 m² en la salida del túnel, con muelles equipados para acoger hasta 50 barcos. En 1854, la gran demanda de carbón influyó en la decisión de eliminar el agua de la mina, construir una pista e introducir caballos para tirar los carros. De este modo, aumentó su capacidad a 480 toneladas por día. En 1867, el pozo Julia se profundizó hasta el nivel de la galería, lo que permitió transportar el material excavado por el pozo. La galería dejó de funcionar como vía de transporte y fue separada por una presa ese mismo año.
Desde el principio, la galería estaba abierta a los turistas. Entre los visitantes se encontraban: Federico Guillermo III con su esposa Federica Luisa de Hesse-Darmstadt (1801), el embajador de Estados Unidos en Berlín John Quincy Adams -posteriormente presidente-, la esposa del zar Nicolás I de Rusia -Alejandra Fiódorovna de Rusia (1838)- así como la princesa Izabela Czartoryska (1816), que describió la galería y la forma de visitarla en sus memorias Dyliżansem po Dolnym Śląsku.
El 26 de mayo de 1961 la galería Lisia Sztolnia fue inscrita en el registro de monumentos, como monumento técnico singular que documenta la historia de la minería en Wałbrzych.
Tras la creación de la Sede del Museo de la Industria y la Tecnología en el Museo Regional de Wałbrzych en 1995, se inspeccionó el pozo Julia en cuanto a su adaptación para fines turísticos. En ese momento sólo eran accesibles 340 metros de la galería. En los años 2000-2001 se desbloqueó y reparó el pozo en una longitud de 1302 m. Los planes incluían la instalación de un ascensor para visitantes en el pozo Sobótka para el descenso de los turistas desde la superficie hasta el nivel de Lisia Sztolnia y la construcción de un canal de agua de 300 m de longitud para el transporte de los turistas en barcos. Sin embargo, al mismo tiempo se comprobó que, debido a la explotación de los filones de carbón que se encontraban debajo, el nivel de la galería había disminuido significativamente, localmente incluso hasta 13,21 m. Cuando en 2001 Las Minas de Carbón de Wałbrzych en Liquidación, por razones económicas, cambiaron el proyecto para proteger los edificios de la ciudad contra los peligros del agua como consecuencia de la inundación de las minas de carbón subterráneas, resultó que la mayor parte recorrido probablemente se inundaría. Por lo tanto, el 1 de junio de 2002, el Museo de Wałbrzych abrió el tramo de salida de la Lisia Sztolnia, de 201 m de longitud, y una rampa de salida de la calle Reja, de 69 m, para el tráfico de turistas.
La galería se inundó en agosto de ese mismo año como consecuencia de las fuertes lluvias. El objeto estaba cerrado para los turistas. Al mismo tiempo, las condiciones de ventilación se empeoraron, el dióxido de carbono se acumuló y el contenido de oxígeno disminuyó. Esto tuvo consecuencias trágicas en 2014, cuando dos hombres que robaban chatarra murieron asfixiados en las profundidades de la galería, que era oficialmente inaccesible. El proyecto de revitalización de la mina fue suspendido. En la actualidad (2021), la entrada a Lisia Sztolnia está bloqueada y no se puede accederla. Sobre la galería se está construyendo un viaducto de circunvalación occidental de Wałbrzych. A partir de 2019, hay una maqueta muy detallada de la histórica Lisia Sztolnia en el recorrido de las instalaciones del Museo.